# Guo Ailun
Guo Ailun (chinês: 郭艾伦;Pīnyīn:Guō Àilún) (Liaoyang, 14 de novembro de 1993) é um basquetebolista chinês que atualmente joga pelo Liaoning Flying Leopards disputando a Liga Chinesa de Basquetebol. O atleta possui 1,93m e atua na posição ala-armador. Fez parte do selecionado chinês que conquistou a vaga para o torneio olímpico de basquetebol dos Jogos Olímpicos de Verão de 2016 no Rio de Janeiro.

## Carreira
Ailun integrou a Seleção Chinesa de Basquetebol em Londres 2012, terminando na décima-segunda posição.